# Mausoléu Imperial
O Mausoléu Imperial, situado à direita do adro da Catedral de São Pedro de Alcântara, em Petrópolis, é o lugar onde se encontram sepultados os restos mortais dos segundos imperadores do Brasil, Pedro II e sua esposa Teresa Cristina, bem como sua filha, a Princesa Isabel e outros membros da família imperial do segundo reinado.

## Construção
Em estilo neogótico que acompanha o do templo onde se encontra, o Mausoléu Imperial é adornado com pinturas murais representando a coroação de D. Pedro II e sua partida para o exílio, por ocasião da golpe da República, em 15 de novembro de 1889. Os vitrais trazem as armas imperiais e figuras de santos católicos ligados à família imperial brasileira, assim como poemas escritos por D. Pedro II durante seu exílio.

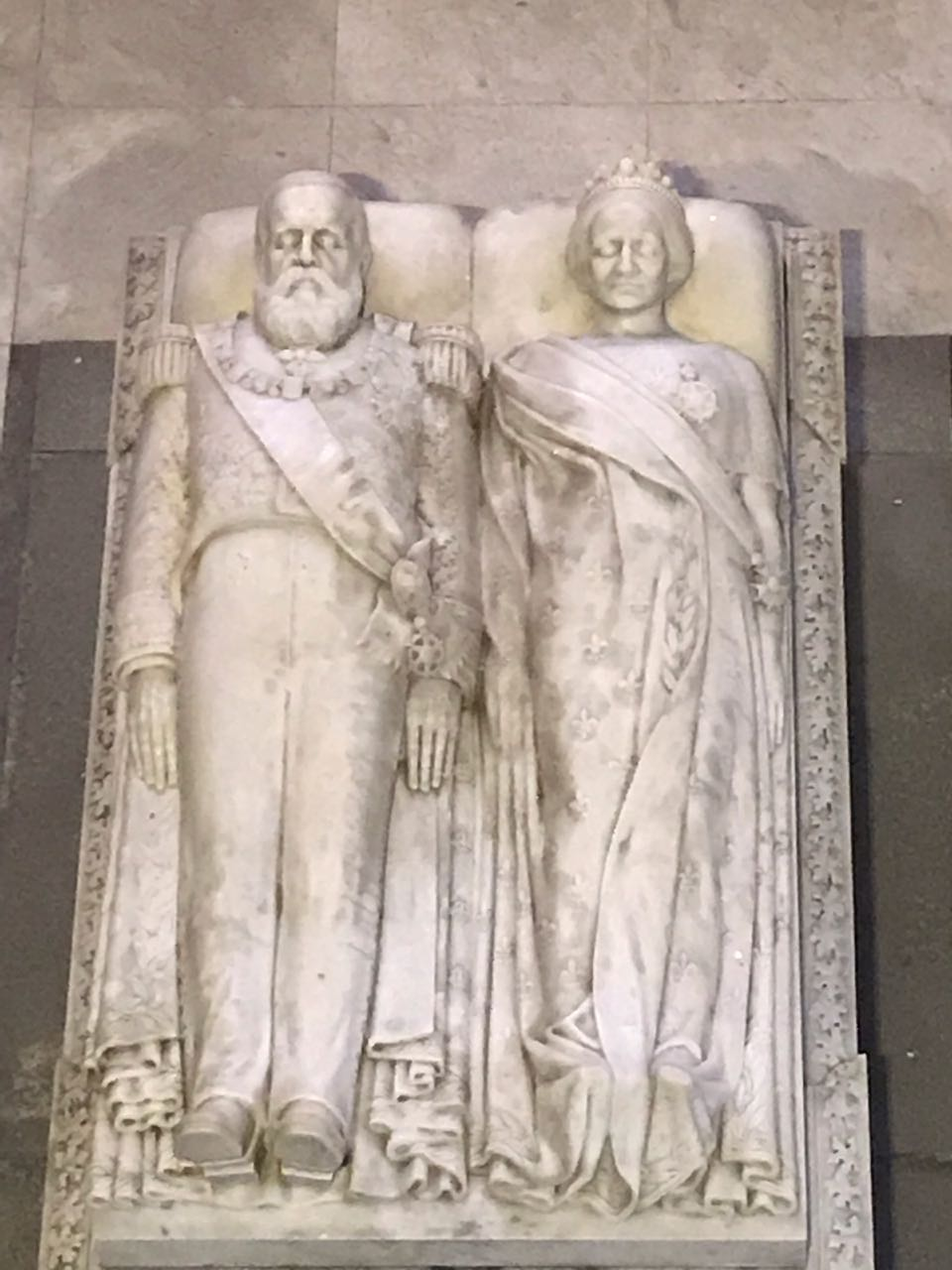
Túmulo do Imperador D. Pedro II e da imperatriz Teresa Cristina

O Mausoléu Imperial é uma das atrações turísticas mais populares da cidade de Petrópolis.

## Translado
O mausoléu foi inaugurado pelo presidente Getúlio Vargas, em 1939, com a chegada dos restos mortais do Imperador Pedro II e da imperatriz Teresa Cristina. Foram repatriados do Panteão dos Braganças da Igreja de São Vicente de Fora, em Portugal, em 1925, durante as comemorações do centenário de nascimento de D. Pedro II; e passaram alguns anos abrigados na Catedral Metropolitana do Rio de Janeiro, àquela época a Igreja de Nossa Senhora do Monte do Carmo. 
Os restos da Princesa Isabel e do Conde d'Eu foram lá inumados na década de 1950, repatriados do Mausoléo dos Orléans, em Dreux, França. 
Os últimos restos a serem guardados no Mausoléu foram o do neto dos imperadores, Pedro de Alcântara, e sua esposa, a condessa Elisabeth Dobrzensky de Dobrzenicz, trasladados do cemitério municipal da cidade em 1990.

## Lista de sepultamentos
- Pedro II do Brasil (1825–1891), imperador do Brasil.
- Teresa Cristina das Duas Sicílias (1822–1889), imperatriz consorte do Brasil, esposa de Pedro II.
- Isabel de Bragança (1846–1921), princesa imperial do Brasil.
- Gastão de Orléans (1842–1922), príncipe imperial consorte do Brasil, marido de Isabel.
- Pedro de Alcântara de Orléans e Bragança (1875–1940), príncipe do Grão-Pará.
- Elisabeth Dobrzensky de Dobrzenicz (1875–1951), princesa consorte de Orléans e Bragança.